# Anni Hämäläinen

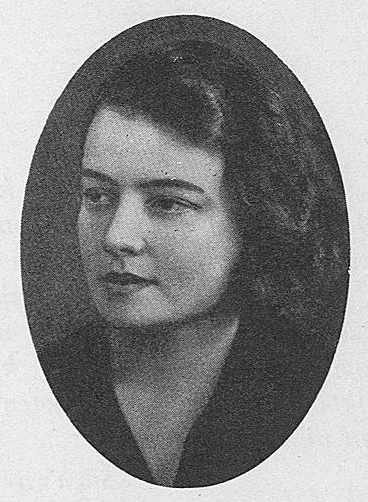
Anni Hämäläinen a principios de los años 1930

Anni Hämäläinen (12 de diciembre de 1898 – 16 de noviembre de 1985) fue una actriz y directora teatral finlandesa.

## Biografía
Su nombre completo era Anni Vilhelmiina Hämäläinen, y nació en Hirvensalmi, Finlandia, siendo sus padres los agricultores Antti Hämäläinen y Vilhelmiina Kuitunen. Graduada en 1918, inició su carrera teatral en el Teatro Näyttämö de Víborg en 1922, pasando en 1923 al Työväen Teatteri de la misma ciudad. Tras dos años en Víborg, actuó en el Teatro de Tampere entre 1925 y 1934. Allí fue protagonista de, entre otras obras, Anna Liisa.
Continuó su carrera teatral en el Kansanteatteri de Helsinki, donde actuó desde 1934 a 1940. Posteriormente, y hasta 1947, participó en giras teatrales y en diferentes obras como actriz invitada. Entre las obras teatrales que representó Hämäläinen figuran Sylvi, Elinan surma, Ennen auringonlaskua, Neekeri, Juurakon Hulda y Sade.Tras actuar durante un cuarto de siglo, entre 1947 y 1953 trabajó como directora teatral en Riihimäki. Desde 1953 Hämäläinen fue nombrada directora permanente de la sociedad teatral Seuranäyttämöliiton, fundada en 1948.
La carrera cinematográfica de Hämäläinen se inició en 1928 con la película muda Lumisten metsien mies. Su mayor actividad en la gran pantalla tuvo lugar entre 1937 y 1943, año en el que encarnó a Fredrika Runeberg en Runon kuningas ja muuttolintu. En el film de Valentin Vaala Juurakon Hulda (1937) fue la tía Conny, personaje que ya había interpretado en el teatro. Su última actuación en el cine fue como la tía Miili en la película de Matti Kassila Haluan rakastaa Peter (1972).
Anni Hämäläinen falleció en Helsinki en el año 1985.

## Filmografía
- 1928 : Lumisten metsien mies
- 1937 : Juurakon Hulda
- 1938 : Niskavuoren naiset
- 1939 : Pikku pelimanni
- 1939 : Herrat ovat herkkäuskoisia
- 1939 : Hätävara
- 1940 : Runon kuningas ja muuttolintu
- 1940 : Oi, kallis Suomenmaa
- 1941 : Suomisen perhe
- 1941 : Kulkurin valssi
- 1942 : Uuteen elämään
- 1943 : Tuomari Martta
- 1946 : Kultainen kynttilänjalka
- 1949 : Pikku pelimannista viulun kuninkaaksi
- 1951 : Lakeuksien lukko
- 1972 : Haluan rakastaa Peter